# Bracon debitor
Bracon debitor är en stekelart som beskrevs av Papp 1971. Bracon debitor ingår i släktet Bracon och familjen bracksteklar. Inga underarter finns listade.